# Elena González (actriz nacida en 1991)
Elena González Iglesias (Avilés, 16 de octubre de 1991), es una actriz, periodista, bailarina y modelo española, más conocida por interpretar el papel de Blanca Dicenta en la telenovela Acacias 38.

## Biografía
Elena González nació el 16 de octubre de 1991 en Avilés, en Asturias (España), y además de actuar también se dedica al teatro y al periodismo y además de español domina el inglés.

## Carrera
Elena González protagonizó en 2010 las obras de teatro El castigo sin venganza de Lope de Vega, Macbeth de William Shakespeare y Un tranvía llamado deseo de Tennessee Williams, todas ellas representadas en la ESDAD. En 2011 hizo su primera aparición en la pantalla chica con el papel de Sara en el cortometraje El caso de Roshak. En el mismo año protagonizó las obras Así hacen todas realizadas en el teatro DeMente y Seré la lluvia y tus orgasmos.
En 2012, nada más terminar sus estudios de arte dramático en Gijón, se traslada a vivir a Madrid. En 2013 protagonizó la obra de Jean-Paul Sartre Las moscas, puesta en escena en el teatro Salmón. En 2014 interpretó el papel de María Linares en la telenovela Amar es para siempre. En el mismo año interpretó el papel de Julia en el cortometraje Clóset dirigido por Rakesh B. Narwani.
Mel 2015 protagonizó la serie La que se avecina. En 2015 y 2016 actuó en la obra Hércules, el musical. En 2016 protagonizó la serie Centro médico y el cortometraje A Real Man dirigido por Maloy. En el mismo año participó en el videoclip No te sientas obligado de Maloy. En 2017 protagonizó la película Ego-Sum dirigida por Santos Ruano y el cortometraje Escupitajo dirigido por Andrés Menéndez.
En 2017 y 2018 fue elegida para protagonizar la telenovela La 1 Acacias 38 el papel de Blanca Dicenta, la hija de Úrsula (interpretada por Montserrat Alcoverro) y donde tuvo un romance con Diego Alday (interpretado por Rubén de Eguía). En 2018 interpretó el papel de Maite Criado en la serie Arde Madrid.
De 2019 a 2021 protagonizó la obra de teatro Tabú, realizada en la Nave 73 de Madrid. En 2020 protagonizó la serie La 2 es teatro (en el papel de la Reina Esmeralda) y en Skam España (en el papel de Jefa de Estudios). En el mismo año ocupó el papel de Carmen de Burgos en la miniserie Pioneras.
En 2020 y 2021 interpretó el papel de Conca en la serie 30 monedas. En 2021 interpretó el papel de Alba en el cortometraje Santa Era dirigido por Egoitz D. Ibargoitia.

## Filmografía

### Cine
| Año  | Título  | Director     |
| ---- | ------- | ------------ |
| 2017 | Ego-Sum | Santos Ruano |

### Televisión
| Año       | Título               | Personaje        | Notas         |
| --------- | -------------------- | ---------------- | ------------- |
| 2014      | Amar es para siempre | María Linares    | 48 episodios  |
| 2015      | La que se avecina    |                  | 1 episodio    |
| 2016      | Centro médico        |                  | 1 episodio    |
| 2017-2018 | Acacias 38           | Blanca Dicenta   | 254 episodios |
| 2018      | Arde Madrid          | Maite Criado     | 1 episodio    |
| 2020      | La 2 es teatro       | Regina Esmeralda | 1 episodio    |
| 2020      | Skam España          | Jefa de Estudios | 3 episodios   |
| 2020      | Pioneras             | Carmen de Burgos | 4 episodios   |
| 2022      | 30 monedas           | Concha           | 3 episodios   |

### Cortometrajes
| Año  | Título              | Personaje       | Director             |
| ---- | ------------------- | --------------- | -------------------- |
| 2011 | El caso de Roshak   |                 |                      |
| 2014 | Clóset              | Julia           | Rakesh B. Narwani    |
| 2016 | A Real Man          |                 | Maloy                |
| 2017 | Un hombre de verdad | Andrés Menéndez |                      |
| 2021 | Santa Era           | Alba            | Egoitz D. Ibargoitia |

### Video musical
| Año  | Título                 | Autor |
| ---- | ---------------------- | ----- |
| 2016 | No te sientas obligado | Maloy |

## Teatro
| Año       | Título                        | Autor               |
| --------- | ----------------------------- | ------------------- |
| 2010      | El castigo sin venganza       | Lope de Vega        |
| 2010      | Macbeth                       | William Shakespeare |
| 2010      | Un tranvía llamado deseo      | Tennessee Williams  |
| 2011      | Así hacen todas               |                     |
| 2011      | Está lloviendo y tus orgasmos |                     |
| 2013      | Las moscas                    | Jean-Paul Sartre    |
| 2015-2016 | Hércules, el musical          |                     |
| 2019-2021 | Tabú                          |                     |